# Ulju
Ulju es un condado que ocupa gran parte del oeste de Ulsan, Corea del Sur.

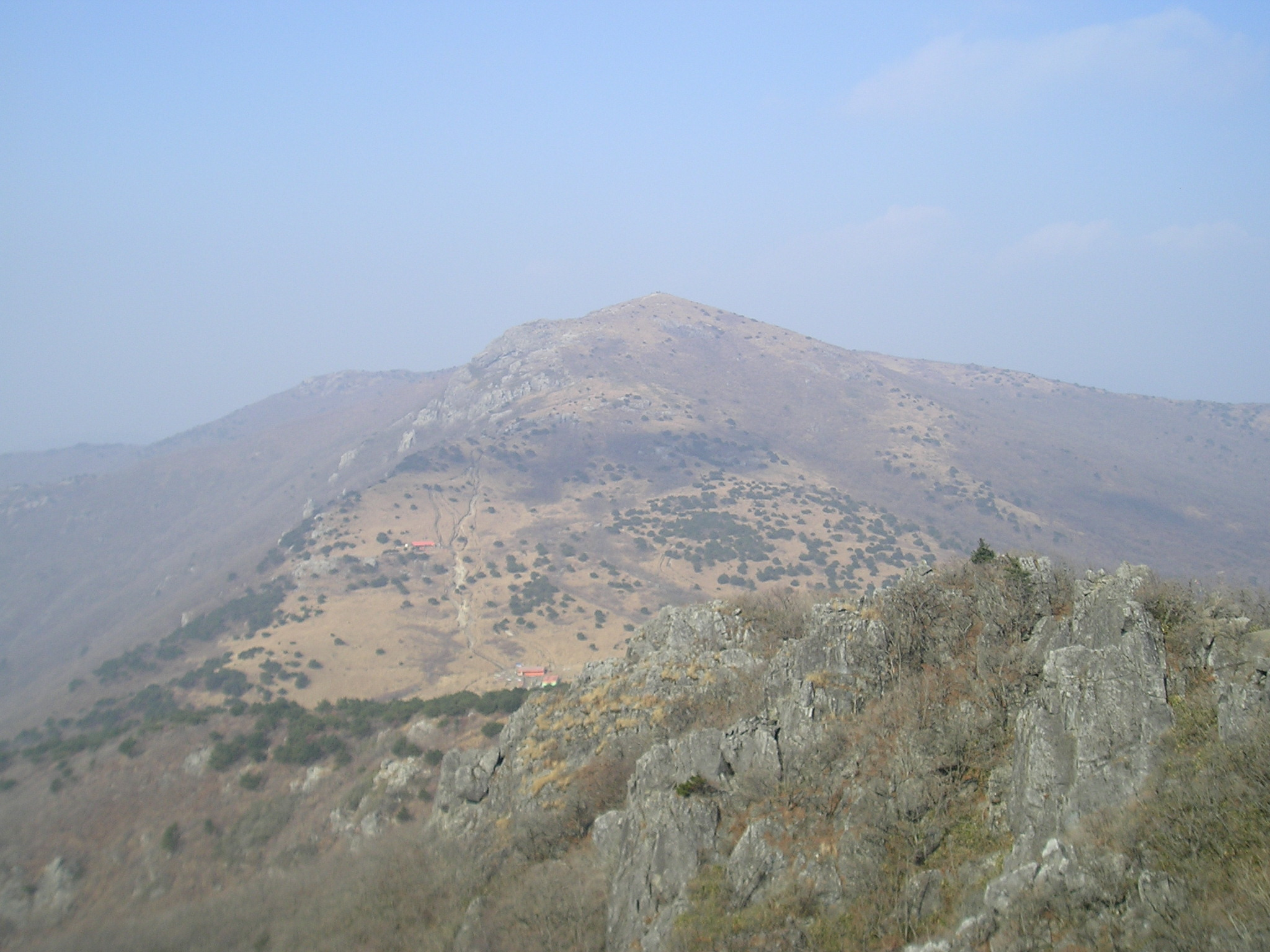
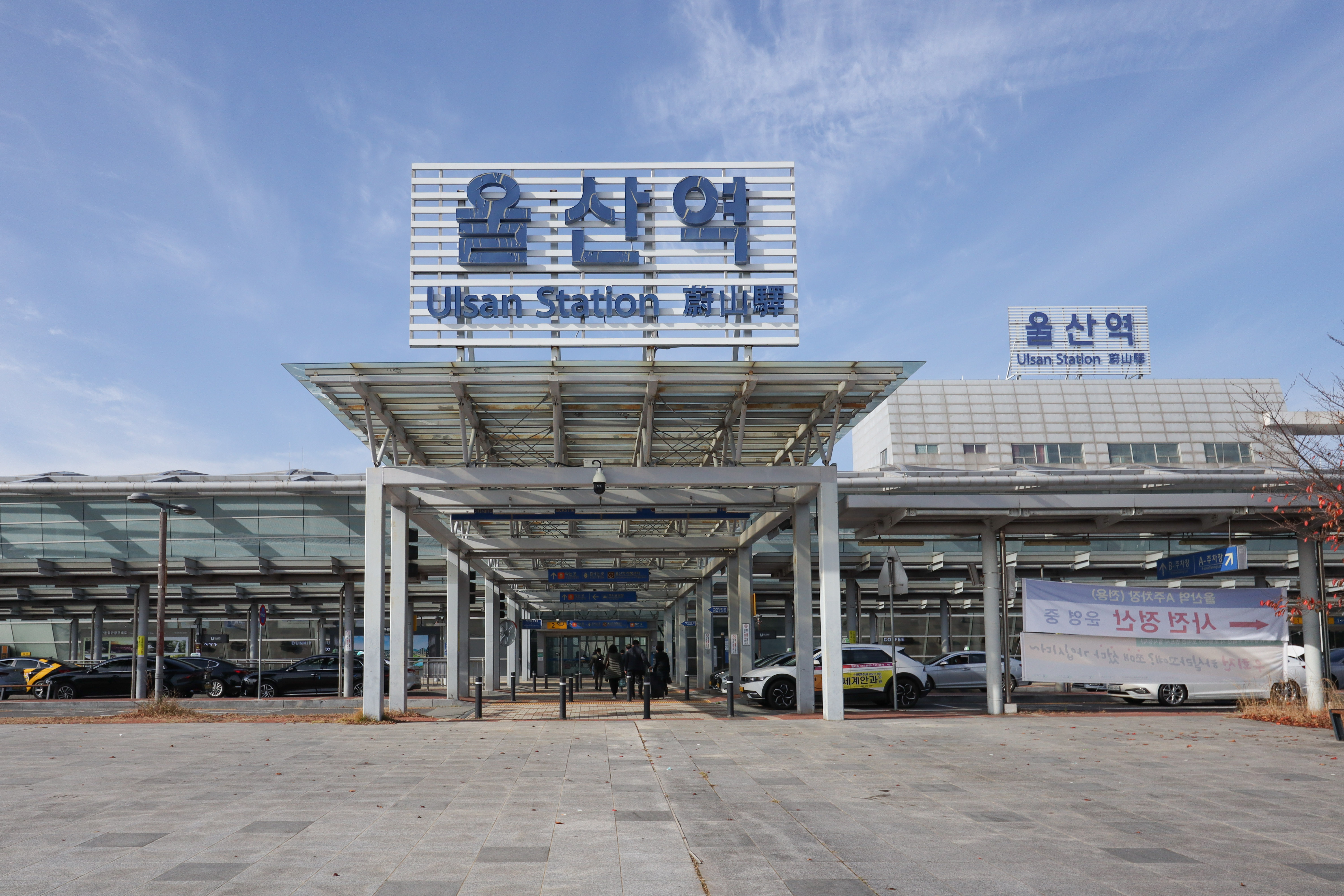
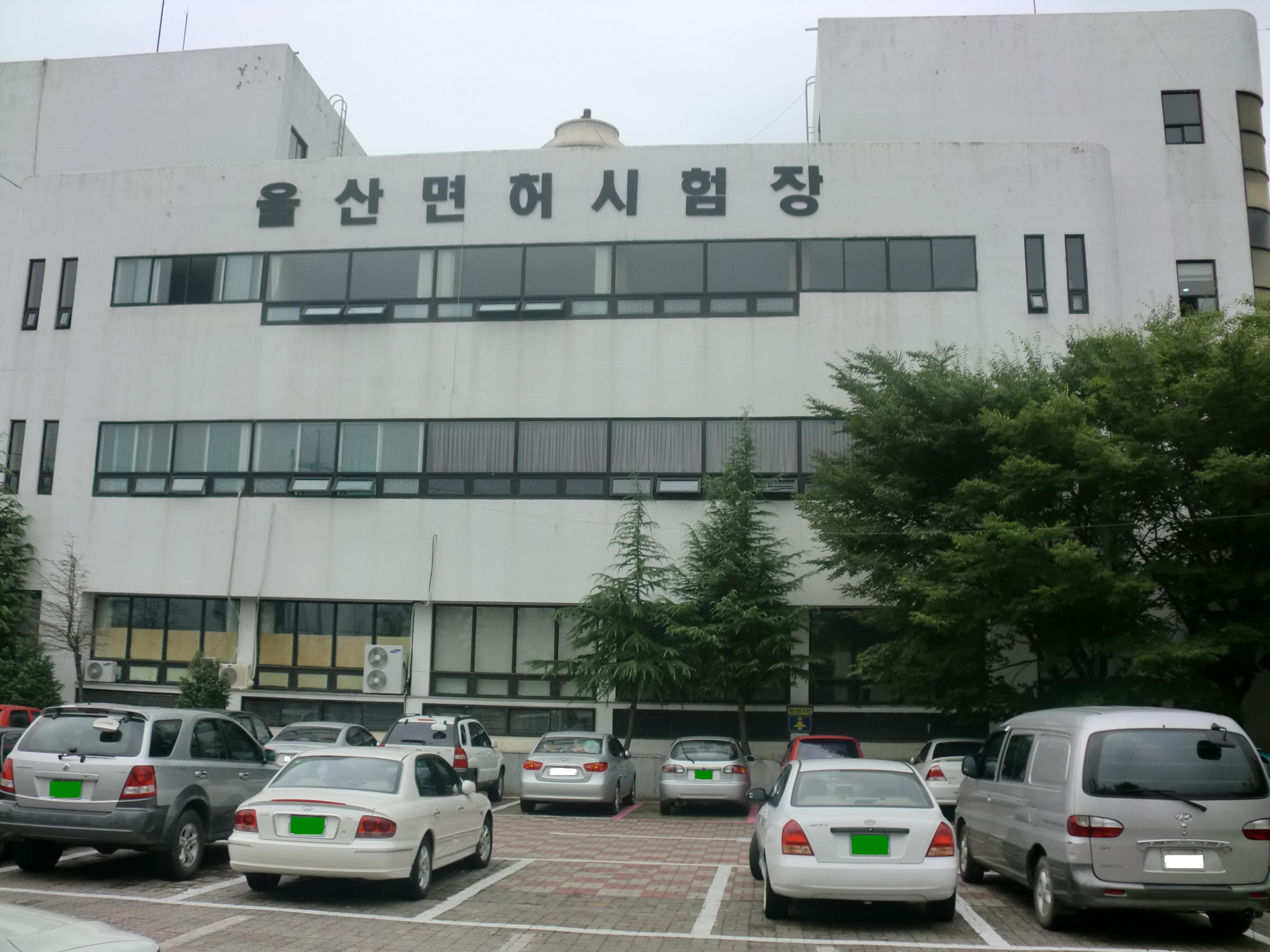

## Divisiones administrativas
- Beomseo-eup
- Eonyang-eup
- Onsan-eup
- Onyang-eup
- Cheongryang-myeon
- Dudong-myeon
- Duseo-myeon
- Samdong-myeon
- Samnam-myeon
- Sangbuk-myeon
- Seosaeng-myeon
- Ungchon-myeon

## Atracciones de los visitantes
- Ganjeolgot
- Jakgwaecheon